# Marineo
Ne doit pas être confondu avec le réseau de transports en commun Marinéo.
Marineo est une commune italienne de la province de Palerme dans la région Sicile.

## Administration
| Période                                  | Période | Identité          | Étiquette | Qualité |
| ---------------------------------------- | ------- | ----------------- | --------- | ------- |
| 1964                                     | 1976    | Domenico Lo Vasco | DC        | Maire   |
|                                          |         |                   |           |         |
| Les données manquantes sont à compléter. |         |                   |           |         |

La ville est jumelée avec Sainte-Sigolène (France)

## Resources externes
- Piazza Marineo

### Communes limitrophes
Bolognetta, Cefalà Diana, Godrano, Mezzojuso, Misilmeri, Monreale, Santa Cristina Gela, Villafrati